# Цокос, Дионисиос
Дионисиос Цокос (греч. Διονύσιος Τσόκος, Закинф, 1814 — Афины, 1862) — один из первых художников возрождённого греческого государства, представитель семиостровной школы греческой живописи.

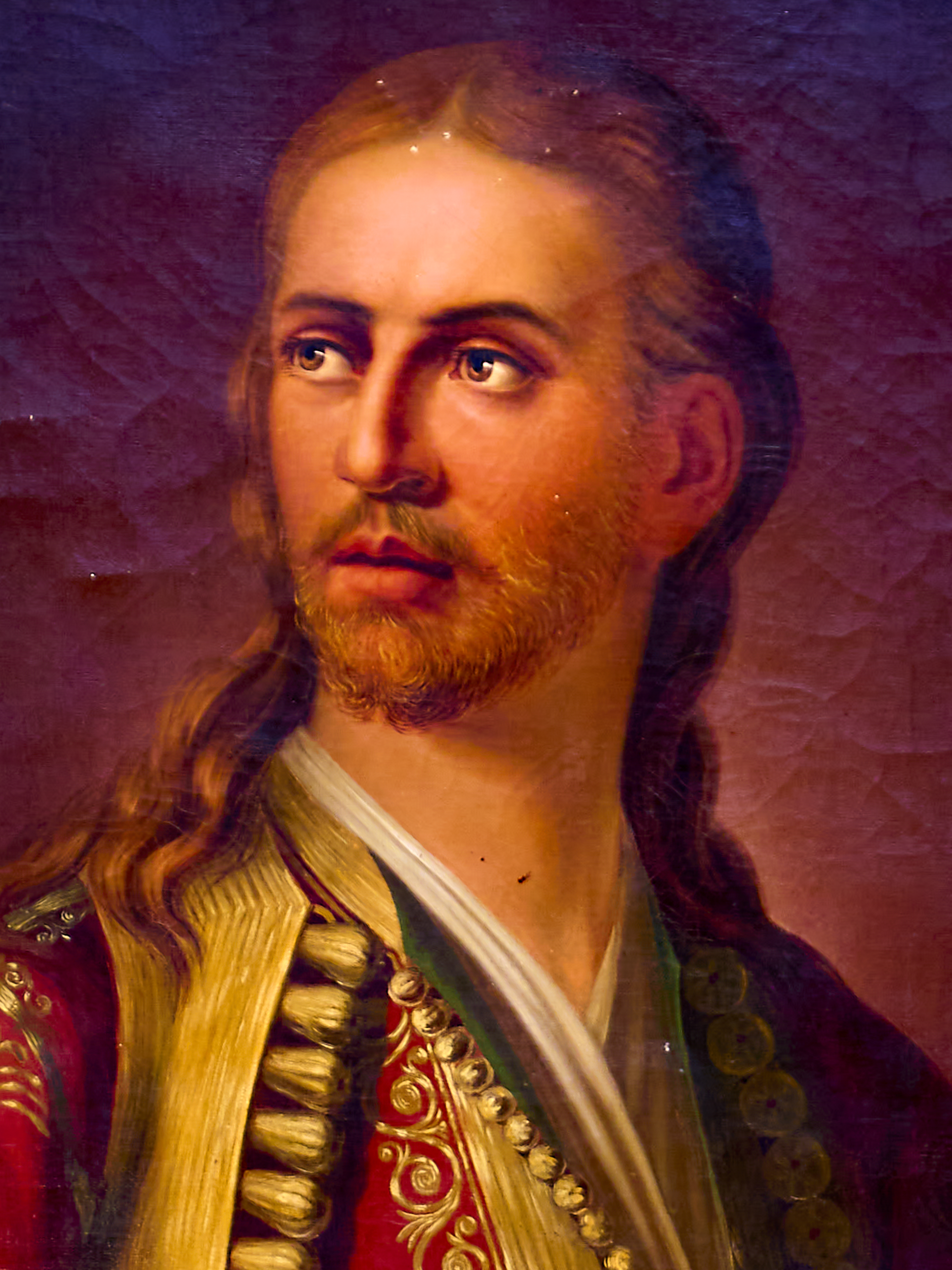
Мавромихалис, Илиас, работа Д. Цокоса, Национальный исторический музей, Афины

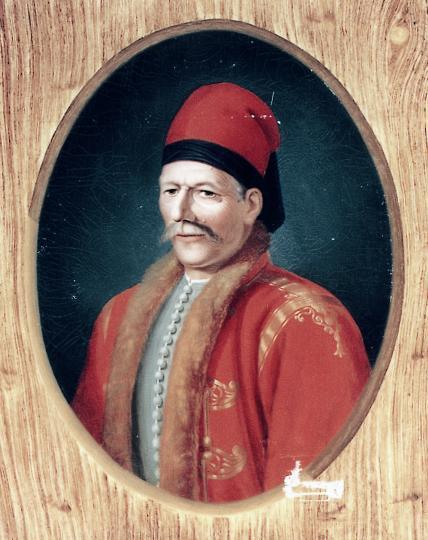
Логофет, Ликург, работа Д. Цокоса, Национальный исторический музей, Афины

## Биография
Дионисиос Цокос родился в 1814 году на острове Закинф, но его родители были родом из Эпира. Первые уроки живописи Цокос получил у Николаоса Кантуниса, ветерана освободительной войны 1821—1829 годов. В 1844 году он уехал в Венецию, где учился живописи у Людовико Липпарини. При поощрении Липпарини, Цокос обратился к историческим темам и портрету. В 1845 году он выставил свой «Портрет женщины» на выставке Академии Венеции и был отмечен итальянской прессой.
Цокос вернулся в Афины в 1847 году, где продолжил заниматься историческими темами, создав такие известные картины как: Исход из Парги (1849), Клятва этеристов (1849), Убийство Каподистрии (1850) и др. С 1850 по 1860 год Цокос выполнил по заказу множество портретов исторических лиц своей эпохи, а также преподавателей Афинского университета.
Цокос, вместе с художником Т. Вризакисом, считается одним из двух самых видных художников первых послереволюционных лет. Хотя эти два художника дают несколько отличный от филэллинов взгляд на Освободительную войну, они по прежнему продолжают смотреть на неё глазами своих учителей, полных чувствами симпатии и восхищения к сражающемуся греческому народу. Если в работах Вризакиса прослеживается филэллинская ориентация окружения баварского короля Людвига с романтическими и идеалистическими картинами, даже в сценах боли и горя, то живопись Цокоса, чья идеология была сформирована в либеральной атмосфере Ионических островов и Венеции, была более реалистической, но всегда в рамках его академического образования.
В 1856 году Цокос был назначен профессором живописи в лицей Арсакион (греч. Αρσάκειο). В том же году его работы были отмечены на выставке организованной Школой искусств (впоследствии Афинская школа изящных искусств).
Цокос умер в Афинах в 1862 году.

Работы Дионисиоса Цокоса
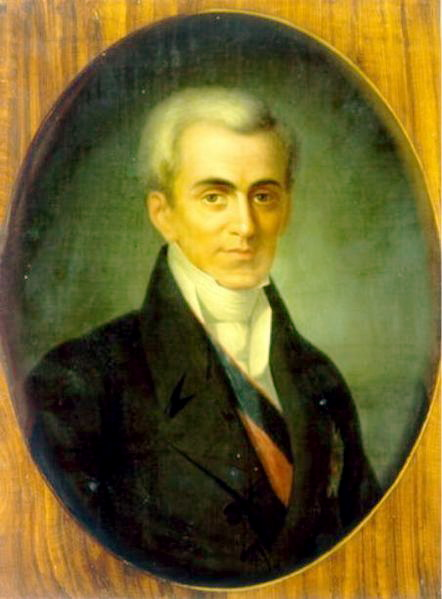
Каподистрия, Иоанн
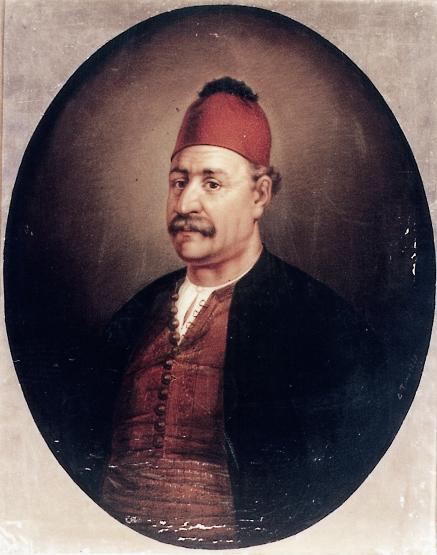
Миаулис Андреас-Вокос
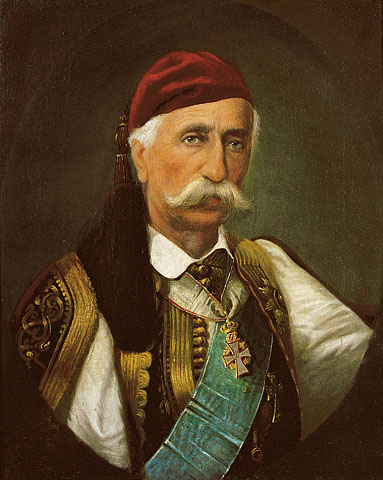
Заимис, Тразибул
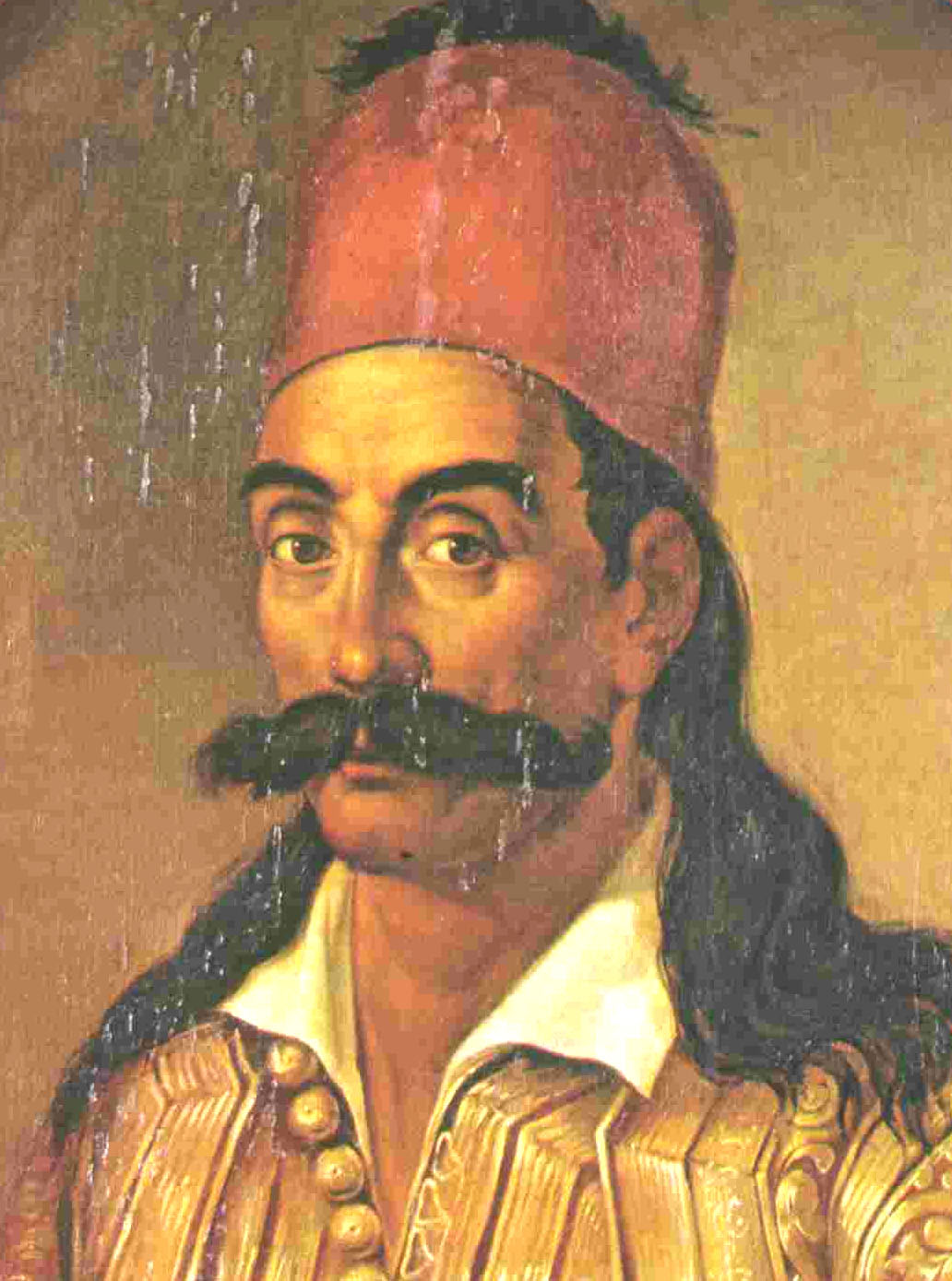
Караискакис, Георгиос
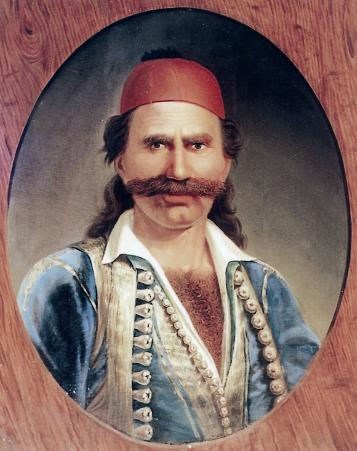
Андруцос, Одиссей
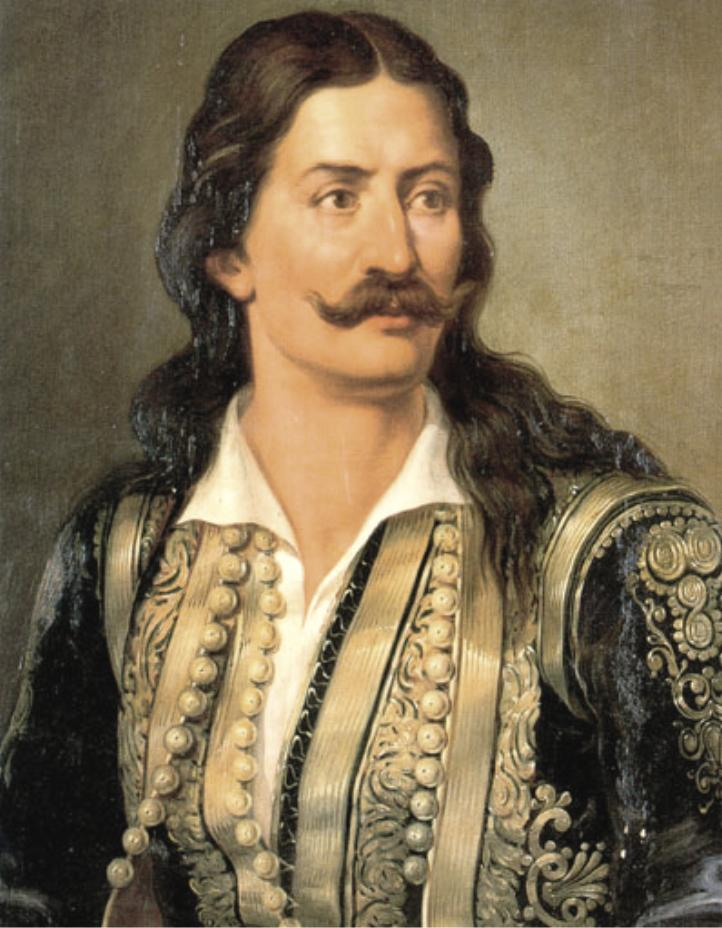
Афанасий Дьяк
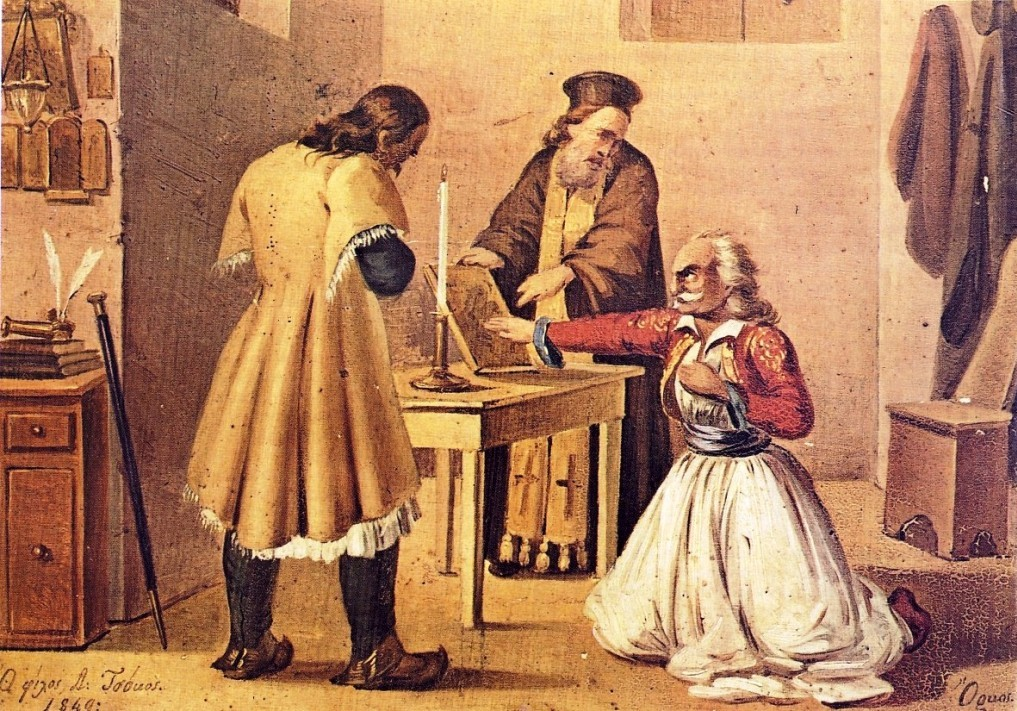
Клятва этеристов
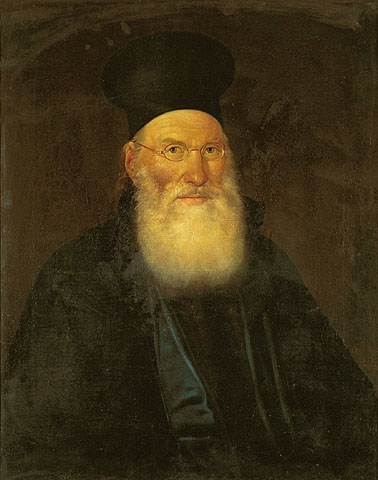
Фармакидис, Феоклит